# Герб Курильского городского округа
Герб муниципального образования «Кури́льский городской округ» Сахалинской области Российской Федерации — опознавательно-правовой знак, служащий официальным символом муниципального образования.

## Описание и обоснование символики
Геральдическое описание(блазон):
В лазоревом поле три золотые рыбы, повёрнутые в левую перевязь, сопровождаемые выходящими из верхнего правого и нижнего левого углов серебряными безднами, раскрывающимися по ходу солнца.
Герб Курильского района разработан при содействии Союза геральдистов России.
Авторы герба: М. Ваганов, К. Мочёнов (идея герба); Г. Туник (обоснование символики); Ю. Коржик (компьютерный дизайн).
Герб Утвержден решением № 7 сессии Курильского районного совета депутатов от 11 января 2002 года.
Герб внесён в Государственный геральдический регистр Российской Федерации под № 918.
В 2006 году Курильский район был преобразован в муниципальное образование «Курильский городской округ».
14 января 2010 года Решением № 3 пятой сессии Собрания Курильского городского округа пятого созыва было принято «Положение о гербе муниципального образования «Курильский городской округ» Сахалинской области в новой редакции». Официальным гербом городского округа был утвержден герб Курильского района 2002 года.
Основными фигурами герба являются золотые рыбы, имеющие многогранный смысл и аллегорически показывающие Курильские острова, на которых расположен Курильский район. Каждая из волн, изображенная в виде фигуры-бездны, показывает воды Тихого океана и Охотского моря, омывающие Курильские острова. Бездна, в которой сокрыта твердость, упорство и истинная сила, символизирует неумолимое течение времени, преодолевающее препятствия.
В то же время, зона Курильских проливов и прибрежные воды островов изобилуют рыбой, что является основным промыслом местного населения.
Золото в геральдике — символ всего высшего, достойного славы, богатства, справедливости и великодушия.
Лазурь в геральдике — цвет моря, представляет глубину, постоянство и преданность, правосудие и совершенство.
Серебро — символ чистоты, целомудрия, мира, взаимосотрудничества.